# Liste der Kulturdenkmale in Wildenhain (Großenhain)
In der Liste der Kulturdenkmale in Wildenhain sind die Kulturdenkmale des Großenhainer Ortsteils Wildenhain verzeichnet, die bis Dezember 2020 vom Landesamt für Denkmalpflege Sachsen erfasst wurden (ohne archäologische Kulturdenkmale). Die Anmerkungen sind zu beachten.
Diese Aufzählung ist eine Teilmenge der Liste der Kulturdenkmale in Großenhain.

## Wildenhain
| Bild                                    | Bezeichnung | Lage                             | Datierung                                                    | Beschreibung | ID       |
| --------------------------------------- | --- | -------------------------------- | ------------------------------------------------------------ | --- | -------- |
| Direkt Bild zu diesem Denkmal hochladen | Seitengebäude eines Dreiseithofes                                                                                                  | Hochgasse 15 (Karte)             | 2. Hälfte 19. Jahrhundert                                    | Weitgehend original erhaltenes, zeit- und landschaftstypisches Gebäude, baugeschichtlich von Bedeutung. Zweigeschossiger Bruchsteinbau, verputzt, mit Mittelrisalit, im vorderen Gebäudeteil Gurtband, Sandsteinfenstergewände, im Erdgeschoss große Segmentbogeneinfahrt, Giebel mit Gurtgesims und Sandsteinfenstergewänden, im Giebeldreieck Zwillings-Rundbogenfenster mit originalen Ziersprossenfenstern, Satteldach. | 08958837 |
| Direkt Bild zu diesem Denkmal hochladen | Seitengebäude eines Dreiseithofes                                                                                                  | Hochgasse 24a (Karte)            | Bezeichnet mit 1867                                          | Weitgehend original erhaltener Bau als Bestandteil eines Bauernhofes, mit Kumthalle, baugeschichtlich von Bedeutung, bildet Dreiseithof mit Nummer 24. Zweigeschossiger Putzbau mit Mittelrisalit und zweijochiger Kumthalle auf oktogonalem Pfeiler, im Giebelaufbau Sandsteinfenstergewände und Zwillings-Rundbogenfenster, im Erdgeschoss Sandsteinfenstergewände, historische Fenster, profiliertes Türgewände, Schlussstein (Werkstein), dort bezeichnet mit 1867, Satteldach. | 08958836 |
|                                         | Transformatorenhäuschen | Neue Hauptstraße 1 (vor) (Karte) | 1. Hälfte 20. Jahrhundert                                    | Zeugnis für die Elektrifizierung des Ortes, technikgeschichtlich von Bedeutung. Putzbau über quadratischem Grundriss, mit Krüppelwalmdach als Zwischendach, Biberschwanzdeckung, turmartiger Aufbau verschiefert, mit Zeltdach, Biberschwanzdeckung. | 08958839 |
| Direkt Bild zu diesem Denkmal hochladen | Mühlgraben mit Wehr und Turbinenhaus                                                                                               | Neue Hauptstraße 3 (Karte)       | 1925/1930                                                    | Technikgeschichtliche Zeugnisse des dörflichen Lebens von lokalhistorischer Bedeutung. - Wehr: Metallwehr mit einfacher Hebemechanik - Turbinenhaus: eingeschossiger Putzbau mit Eternit-Wellblech-Dachdeckung | 08959142 |
| Direkt Bild zu diesem Denkmal hochladen | Wohnstallhaus eines Bauernhofes | Neue Hauptstraße 13 (Karte)      | 1. Hälfte 19. Jahrhundert                                    | Fachwerk-Wohnstallhaus, weitgehend original erhaltenes Gebäude, selten im Ortsbild, baugeschichtlich von Bedeutung. Erdgeschoss massiv, Obergeschoss Fachwerk, Giebel massiv, Dachüberstand, im hinteren Teil Sandsteinfenstergewände, Rückseite Fachwerk, zum Teil originale Fenster, Satteldach. | 08958841 |
| Direkt Bild zu diesem Denkmal hochladen | Wohnhaus eines Bauernhofes | Neue Hauptstraße 20 (Karte)      | 2. Hälfte 19. Jahrhundert                                    | Charakteristisches Beispiel dörflicher Bauweise mit bauhistorischer Bedeutung und ortsbildprägender Lage. Erdgeschoss massiv und verputzt, Fenster verändert, Obergeschoss Fachwerk, verputzt, mit Fenstern in historischer Größe, Giebelwände massiv, Satteldach. | 08958942 |
| Weitere Bilder                          | Kirche (mit Ausstattung), Kirchhof mit Einfriedung, Kriegerdenkmal für die Gefallenen des Ersten Weltkriegs sowie Sandsteingrabmal | Schulgasse 2 (Karte)             | 1860–1861 (Kirche); 1862 (Orgel); nach 1918 (Kriegerdenkmal) | Kirche im Rundbogenstil des 19. Jahrhunderts, ortsgeschichtlich und baugeschichtlich von Bedeutung. - Evangelische Pfarrkirche (Dehio Sachsen I, S. 854): Neuromanische Kirche, 1860/61 errichtet. Im Zweiten Weltkrieg beschädigt. Restaurierung des Inneren bis 1962. Das Äußere mit eingezogener Apsis, durch zarte Blenddienste gegliedert, Rundbogenfenster. Der dreigeschossige Westturm erhebt sich auf quadratischem Grundriss, das Glockengeschoss ist durch große gekuppelte Fenster durchbrochen, darüber Helm. Im Inneren in der Mitte flache Tonnenwölbung mit seitlich einschneidenden Stichbögen, seitlich scharf gezeichnete, längsrechteckige Kreuzgratjoche. Die Wölbung ruht auf extrem dünnen Pfeilern. Umlaufende Empore. Orgel von Urban Kreutzbach, 1862. - Kriegerdenkmal: dreistufiger Sandsteinsockel, darüber Sandsteinkubus mit Schwert an Frontseite, Sandsteinaufbau auf vier kurzen kannelierten Säulen, Eisernes Kreuz als Bekrönung, Inschrift „Unseren Helden“, dazu die Namen der Toten - Sandsteingrabmal neben der Kirche: zweigeschossiger/-stufiger Sandsteinsockel, darauf Sandsteinaufbau aus zwei senkrecht stehenden Kuben, in deren Mitte Urne, darüber schreinartiger Aufbau mit rechts- und linksseitig je einer stehenden Figur, rückseitig Bibelverse und Widmung „In kindlicher Liebe gewidmet von Wilhelmine Schneider, als ... einzige Tochter“ | 08958834 |
| Direkt Bild zu diesem Denkmal hochladen | Seitengebäude eines Dreiseithofes                                                                                                  | Schulgasse 9 (Karte)             | 2. Hälfte 19. Jahrhundert                                    | Fachwerkgebäude, Relikt der ländlichen Bauweise, baugeschichtlich von Bedeutung. Erdgeschoss massiv, Obergeschoss Fachwerk, historische Fenster, Taubenschlag, Ladeluke, Dachüberstand, Giebel massiv, Satteldach, große Toreinfahrt, die ins Obergeschoss übergeht. | 08958835 |

## Ehemaliges Denkmal
| Bild                                    | Bezeichnung                       | Lage                       | Datierung                 | Beschreibung | ID       |
| --------------------------------------- | --------------------------------- | -------------------------- | ------------------------- | --- | -------- |
| Direkt Bild zu diesem Denkmal hochladen | Wohnstallhaus eines Dreiseithofes | Neue Hauptstraße 9 (Karte) | 2. Hälfte 19. Jahrhundert | Weitgehend original erhaltenes, zeit- und landschaftstypisches Gebäude, Putzbau mit Drillingsfenster (Palladio-Motiv) im Giebel, baugeschichtlich von Bedeutung, bildet Dreiseithof mit Nummer 11. Zweigeschossiger Putzbau mit einfacher Putzgliederung, Sandsteinfenstergewände, 3:11 Achsen, Sandsteintürgewände mit gerader Bedachung auf Konsolen, Putznutung an den Ecken, teilweise profiliertes Gurtgesims, im Giebel Triforienfenstermotiv mit originalem Fenster und Ziersprossung, Stuckornamente mit Muschelmotiv über den Fenstern, Satteldach. Zwischen 2009 und 2014 abgerissen. | 08958840 |

## Tabellenlegende
- Bild: Bild des Kulturdenkmals, ggf. zusätzlich mit einem Link zu weiteren Fotos des Kulturdenkmals im Medienarchiv Wikimedia Commons. Wenn man auf das Kamerasymbol klickt, können Fotos zu Kulturdenkmalen aus dieser Liste hochgeladen werden:
- Bezeichnung: Denkmalgeschützte Objekte und ggf. Bauwerksname des Kulturdenkmals
- Lage: Straßenname und Hausnummer oder Flurstücknummer des Kulturdenkmals. Die Grundsortierung der Liste erfolgt nach dieser Adresse. Der Link (Karte) führt zu verschiedenen Kartendiensten mit der Position des Kulturdenkmals. Fehlt dieser Link, wurden die Koordinaten noch nicht eingetragen. Sind diese bekannt, können sie über ein Tool mit einer Kartenansicht einfach nachgetragen werden. In dieser Kartenansicht sind Kulturdenkmale ohne Koordinaten mit einem roten bzw. orangen Marker dargestellt und können durch Verschieben auf die richtige Position in der Karte mit Koordinaten versehen werden. Kulturdenkmale ohne Bild sind an einem blauen bzw. roten Marker erkennbar.
- Datierung: Baubeginn, Fertigstellung, Datum der Erstnennung oder grobe zeitliche Einordnung entsprechend des Eintrags in der sächsischen Denkmaldatenbank
- Beschreibung: Kurzcharakteristik des Kulturdenkmals entsprechend des Eintrags in der sächsischen Denkmaldatenbank, ggf. ergänzt durch die dort nur selten veröffentlichten Erfassungstexte oder zusätzliche Informationen
- ID: Vom Landesamt für Denkmalpflege Sachsen vergebene, das Kulturdenkmal eindeutig identifizierende Objekt-Nummer. Der Link führt zum PDF-Denkmaldokument des Landesamtes für Denkmalpflege Sachsen. Bei ehemaligen Kulturdenkmalen können die Objektnummern unbekannt sein und deshalb fehlen bzw. die Links von aus der Datenbank entfernten Objektnummern ins Leere führen. Ein ggf. vorhandenes Icon  führt zu den Angaben des Kulturdenkmals bei Wikidata.